# Fagnano Alto
Fagnano Alto – miejscowość i gmina we Włoszech, w regionie Abruzja, w prowincji L’Aquila.
Według danych na rok 2004 gminę zamieszkiwało 445 osób, 18,5 os./km².